# Reußische Fürstenstraße

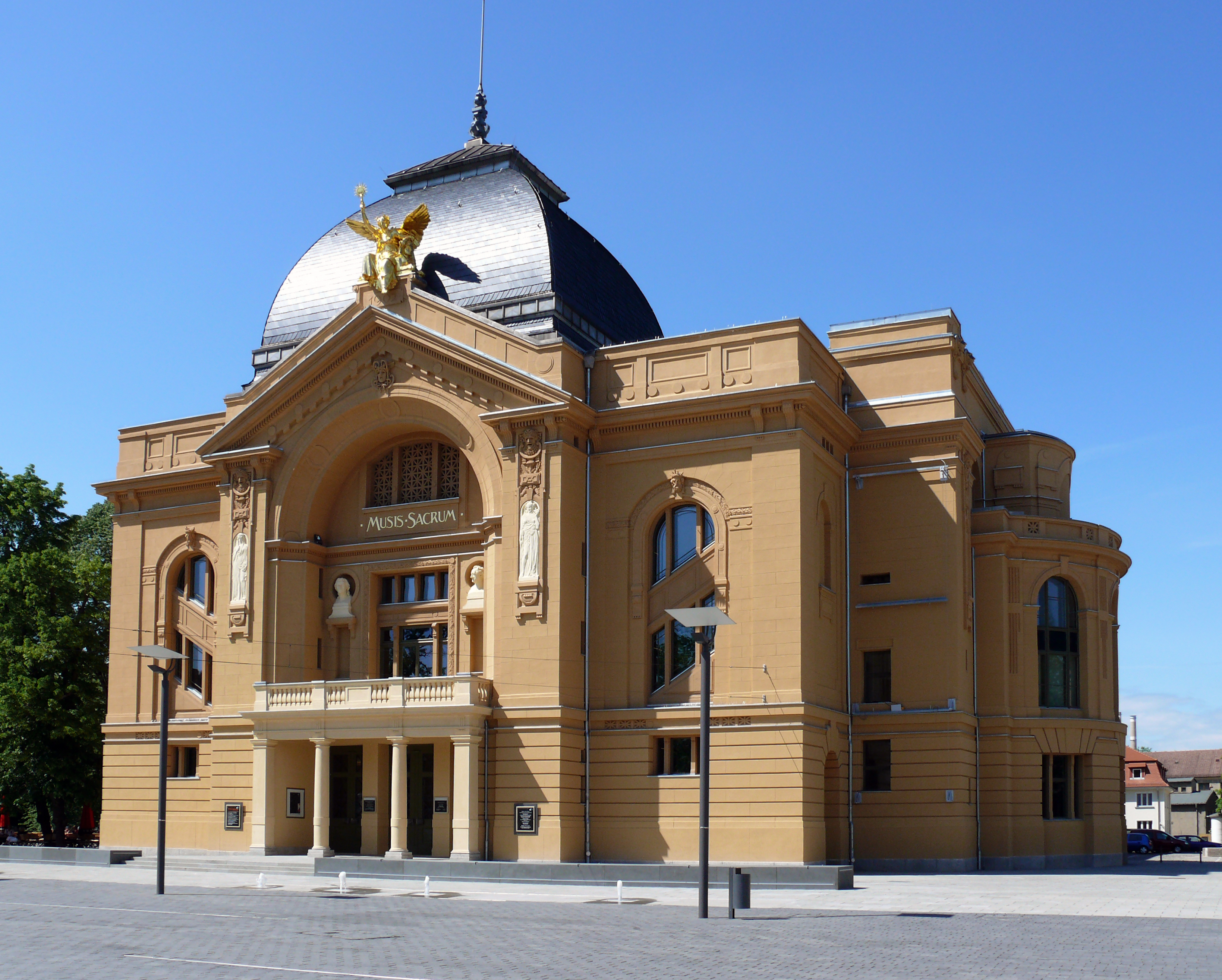
Geraer Theater

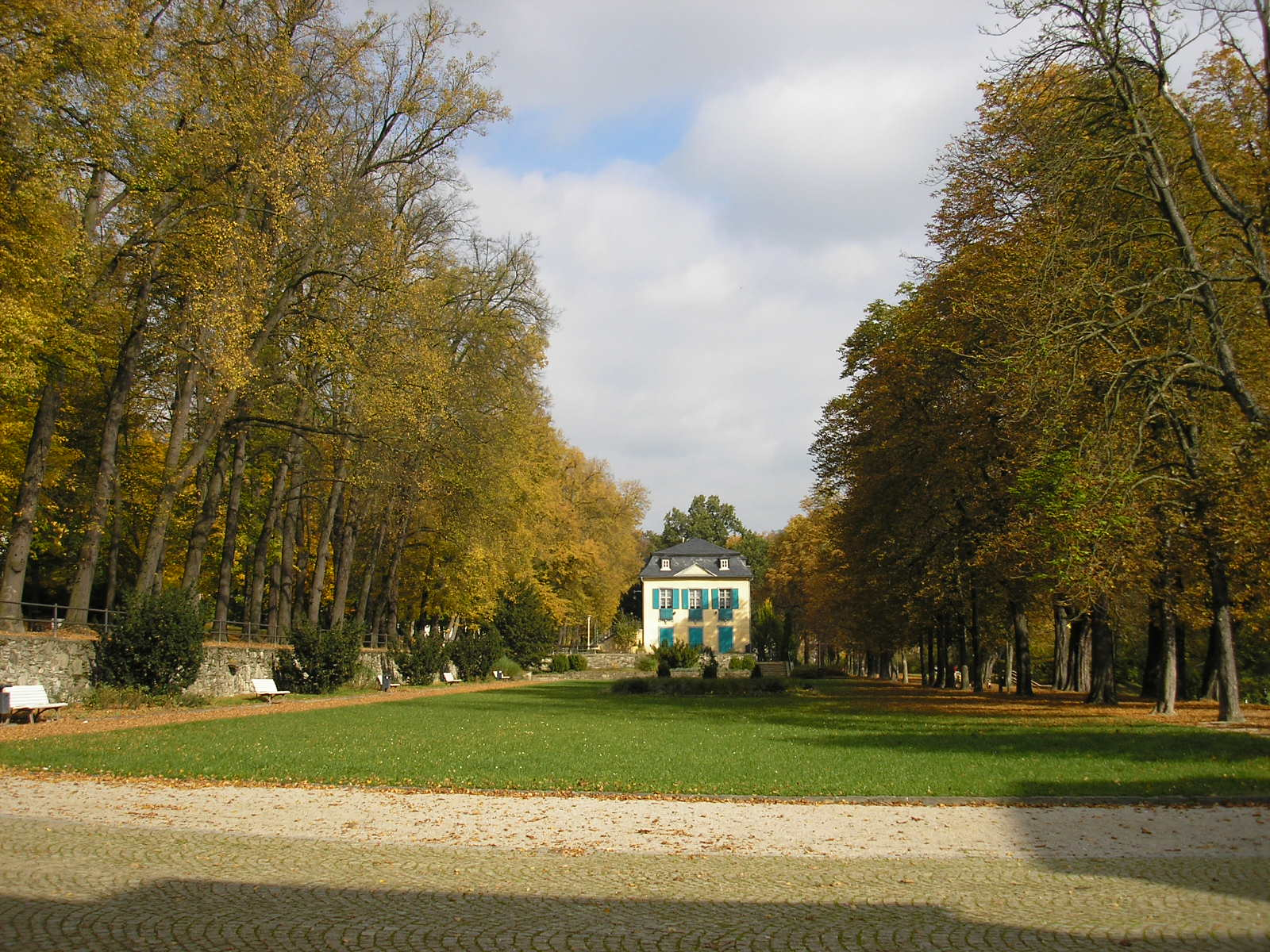
Schlosspark in Bad Lobenstein

Die Reußische Fürstenstraße ist eine Ferienstraße, die auf 113 Kilometer von Bad Köstritz bis Bad Lobenstein durch Thüringen verläuft.
Die 1992 vom Tourismusverband Thüringen projektierte Strecke führt durch das rund 800 Jahre von dem Reichsfürsten von Reuß beherrschte Thüringer Vogtland.

## Verlauf
Die Reußische Fürstenstraße beginnt vor den Toren der Stadt Gera in Bad Köstritz. Von dem ehemaligen Schloss und Schlosspark Bad Köstritz ist heute nur noch der Säulenrundbau der Weißen Frau des Unteren Parkes erhalten, den Graf Heinrich XLIII. Reuß zu Köstritz, Kunstmäzen und Architekturliebhaber, 1785 errichten ließ.
Gera war einer der beiden Stammsitze der reußischen Fürstenfamilie. Hoch über der Stadt zeugte das bereits im 12. Jahrhundert gegründete Schloss Osterstein von der Herrschaft und dem Wohlstand der Reichsfürsten. Am 6. April 1945 wurde das Schloss Osterstein von alliierten Bombern getroffen und brannte aus. Obwohl noch weitgehend erhalten, wurde die Schlossanlage am 9. Dezember 1962 gesprengt. Im "Nationalen Aufbauwerk" entstand danach auf und aus den Trümmern des ehemaligen Schlosses das heutige Terrassencafè Osterstein unterhalb des erhaltenen Burgturms. Während auf dem Schlossberg heute nur noch Reste der Anlage zu sehen sind, sind die unterhalb an der Weißen Elster liegenden Anlagen des Hofgutes sowie die Orangerie, der Küchengarten und das Theater (heute: Theater & Philharmonie Thüringen) vollständig erhalten.
Wünschendorf war als Hofgut der Reußen in einer herausragenden Stellung. Von dieser Bedeutung zeugen heute noch Kunstschätze wie die das Landschaftsbild beherrschende über 1000-jährigen Veitskirche. Sie gehört zu den ältesten Kirchen in Deutschland und enthält auch die vermutlich ältesten erhalten gebliebenen farbigen Kirchenverglasungen. Auch das Schloss und Kloster Mildenfurth sowie die Historische Holzbrücke Wünschendorf stammen aus der Zeit der Reußen.
Seit über 800 Jahren steht die Osterburg über der ostthüringischen Stadt Weida. Diese Burg geht auf die Vögte von Weida als Vorfahren der Reußen zurück, befand sich aber später im Besitz der Wettiner. Bis 1985 wurde sie noch als Jugendherberge genutzt, danach saniert und seitdem ist die Burg weitgehend ungenutzt, kann aber besichtigt werden.
Das beeindruckende Untere Schloss in Greiz war, wie Gera, über Jahrhunderte hinweg Residenz des Fürstenhauses Reuß. Errichtet wurde es im 16. Jahrhundert von Heinrich dem Älteren. Heute befinden sich im Schloss zwei Museen.
Südlich von Schleiz steht das Schloss Burgk, ehemaliges Sommerschloss der Reußen, als eher seltene Randhausburg befestigt, und mit einer umfangreichen  Parkanlage ausgestattet. Es ist heute ein Museum.
Die Reußische Fürstenstraße endet in der Kurstadt Bad Lobenstein. Sie war Residenz der Fürsten von Reuß-Lobenstein. Das Schloss und seine Parkanlagen sind erhalten. Von der Burg Lobenstein hingegen findet sich heute nur noch eine Ruine.

## Sehenswürdigkeiten entlang der Strecke

### Schlösser
- Schloss Schleiz
- Schloss Burgk
- Oberes Schloss Greiz
- Unteres Schloss Greiz
- Sommerpalais Greiz
- Schloss Dölau
- Schloss Ronneburg
- Schloss Osterstein in Gera
- Hofgut Osterstein in Gera

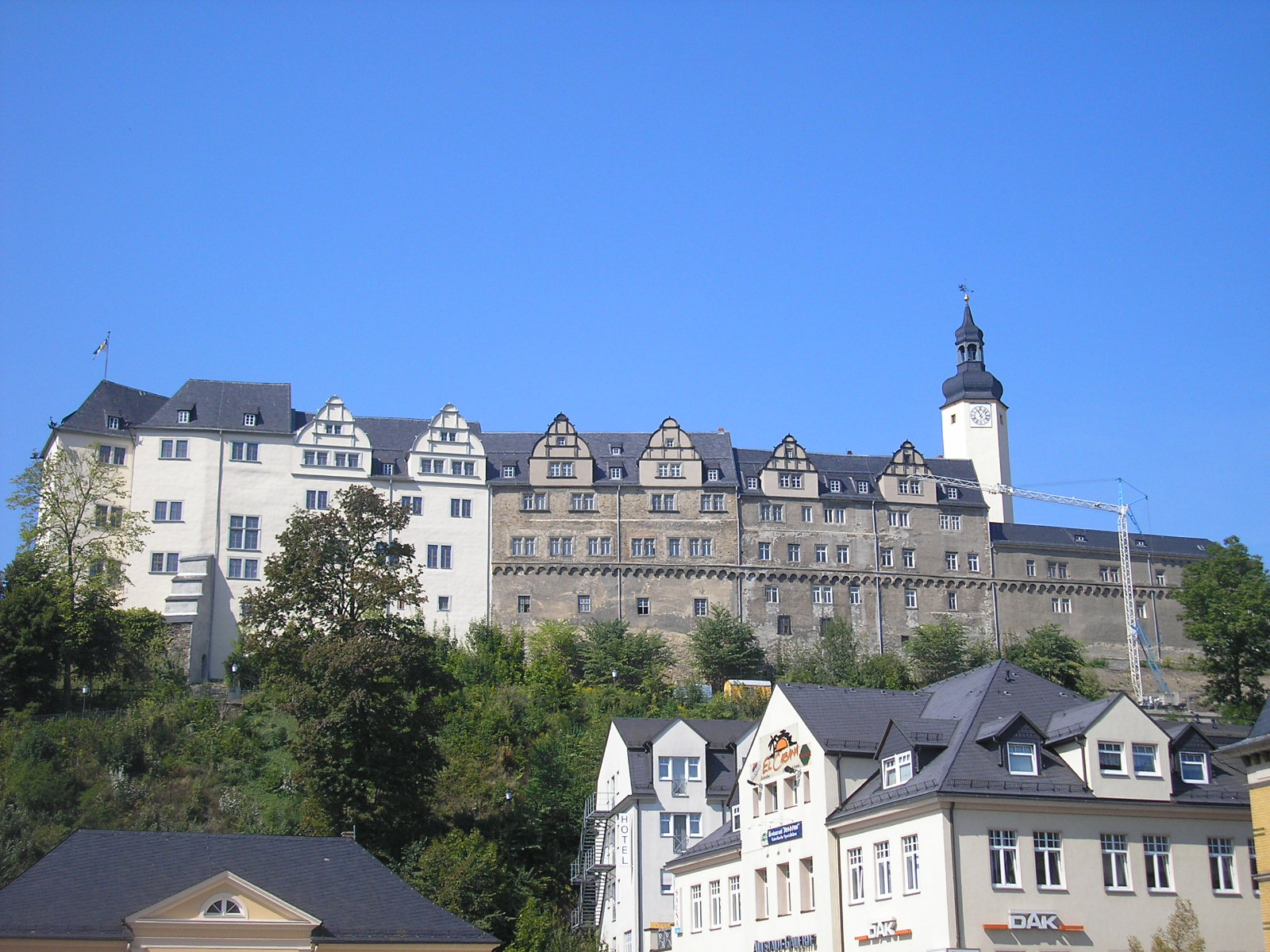
Oberes Schloss Greiz

- Schloss und Kloster Mildenfurth in Wünschendorf
- Orangerie Gera
- Schloss Tinz in Gera
- Schloss Köstritz in Bad Köstritz
- Schloss Ebersdorf
- Neues Schloss in Bad Lobenstein
- Mälzerei Bad Lobenstein
- Schlossruine Wernburg
- Schloss Eisenberg
- Schloss Crossen
- Schloss Blankenhain

### Burgen

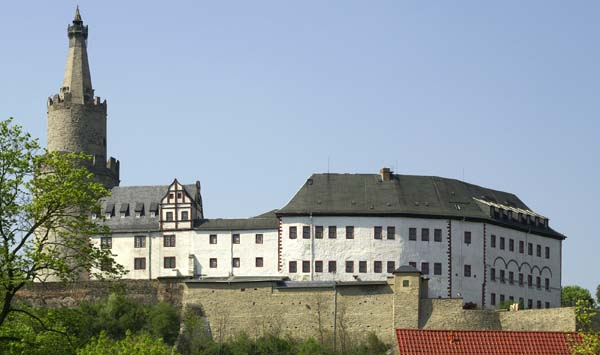
Osterburg in Weida

- Burgruine Reichenfels
- Osterburg Weida
- Ruine Saalburg in Saalburg
- Burg Lobenstein in Bad Lobenstein
- Burg Elsterberg
- Burg Posterstein
- Burg Triptis
- Burg Pöllnitz in Harth-Pöllnitz
- Bergaer Burg

### Kirchen und Klöster

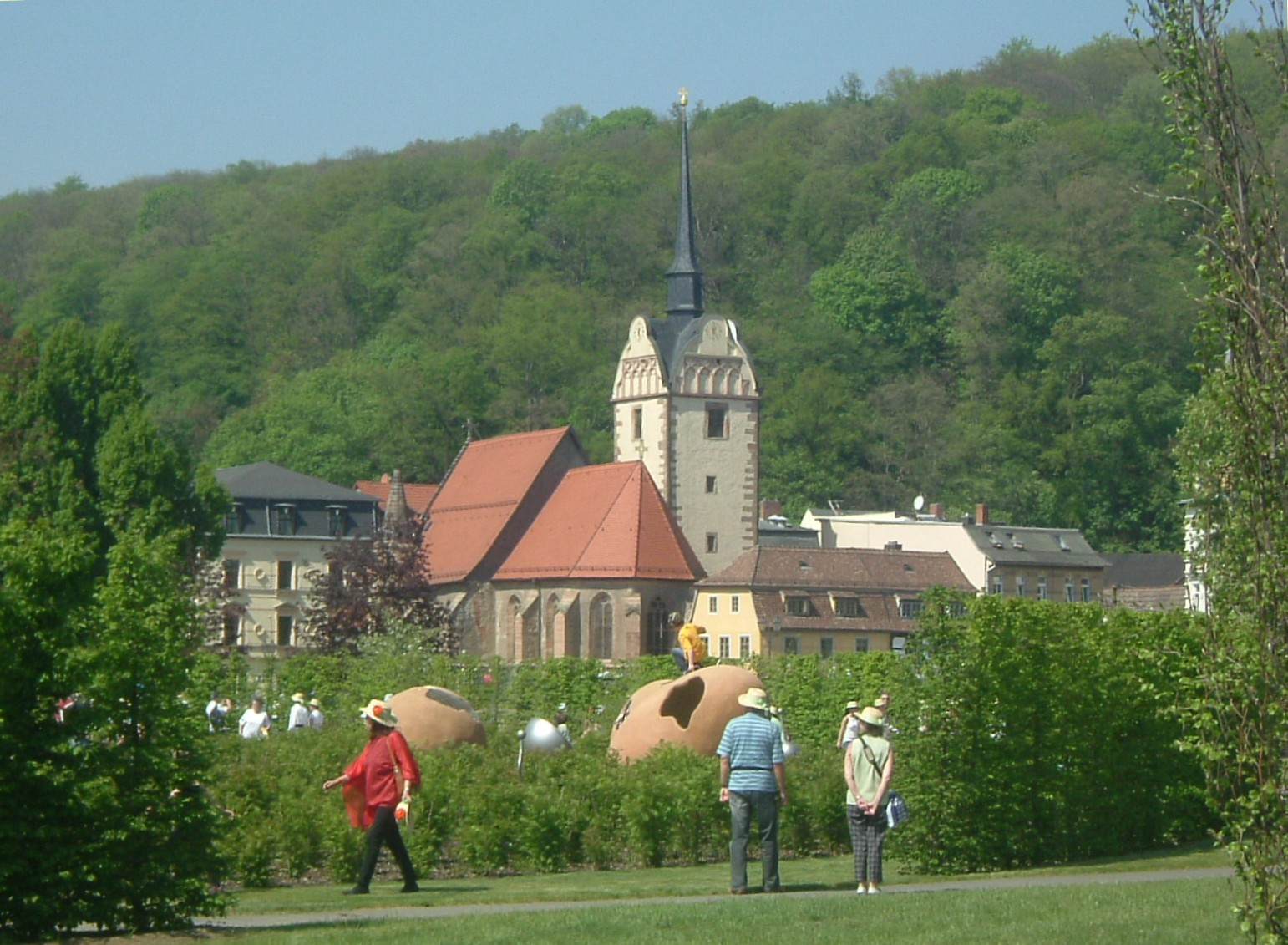
Marienkirche in Gera

- Wehrkirche St. Nikolaus in Pöllwitz
- Pfarrkirche St. Veit (Veitskirche) in Wünschendorf
- Kloster Mildenfurth in Wünschendorf
- Ruine des Klosters Cronschwitz
- Widenkirche in Weida
- Stadtkirche St. Marien in Weida (ehem. Franziskanerkloster)
- Peterskirche in Weida
- Marienkirche in Gera-Untermhaus
- Bergkirche in Schleiz
- Klosterruine "Zum heiligen Kreuz" Saalburg-Kloster
- Wehrkirche Friesau
- Wehrkirche in Schüptitz

### Parkanlagen
- Landschaftspark in Greiz
- Neue Landschaft Ronneburg
- Küchengarten in Gera

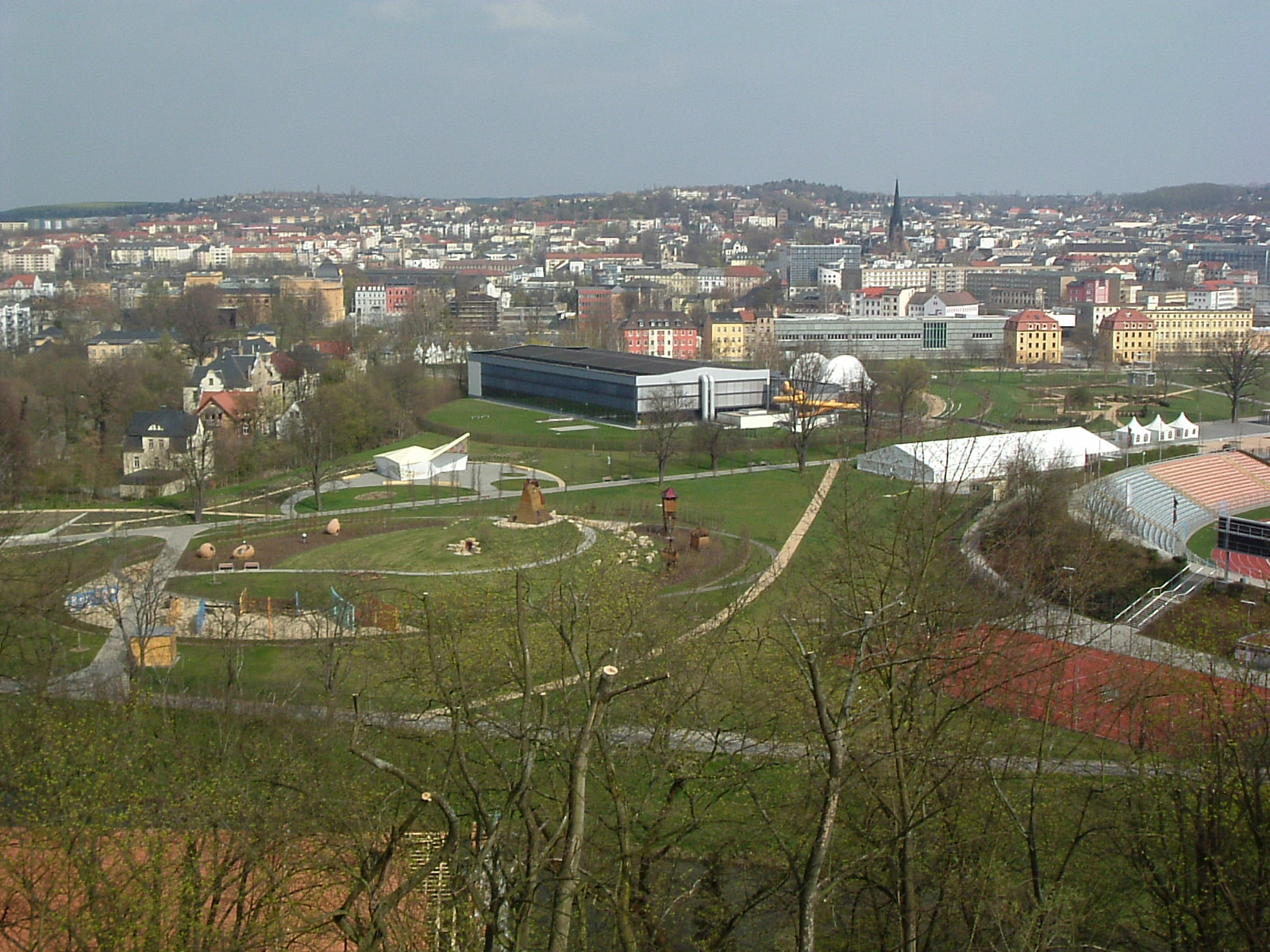
Hofwiesenpark in Gera

- Hofwiesenpark in Gera (ehemals Bundesgartenschau 2007)
- Dahliengarten in Gera
- Botanischer Garten in Gera
- Landschaftspark in Tannenfeld (zu Burg Posterstein)
- Landschaftspark in Bad Köstritz
- Schlosspark Lobenstein
- Landschaftspark Ebersdorf

### Weitere Sehenswürdigkeiten
- Rittergut Burkersdorf
- Überdachte Holzbrücke in Döhlen

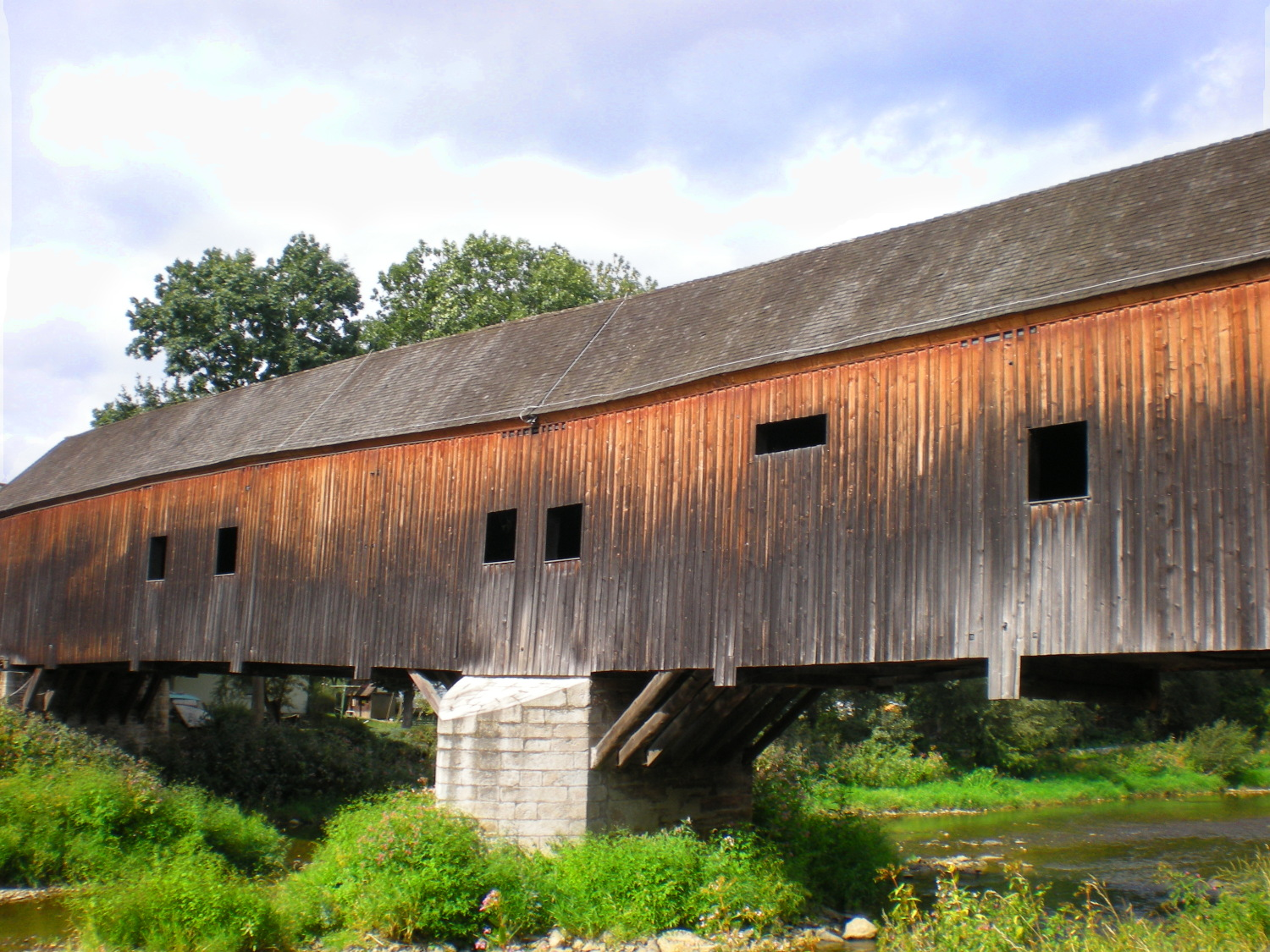
Historische Holzbrücke Wünschendorf

- Historische Holzbrücke Wünschendorf
- Pfarrgut in Döhlen
- Winkelmannsches Haus in Triebes
- Dorfanger Nitschareuth
- Oschütztalviadukt in Weida
- Zscherlichbrücke Zeulenroda
- Rathaus in Zeulenroda

## Filme
- ARD, MDR: Thüringen – Bilderbuch Deutschland – Von der oberen Saale zur Reussischen Fürstenstrasse; UAP Video GmbH; Leipzig 2005; DVD, Europa-Pal, 4:3